# QP–15-ös konvoj
A QP–15-ös konvoj a második világháború egyik hajókaravánja volt, amely a Szovjetunióból indult nyugatra. A QP kód az irányt (keletről nyugatra), a 15 a konvoj sorszámát jelenti. A kereskedelmi hajók és kísérőik 1942. november 17-én indultak el a Kola-félszigetről. A konvoj november 30-án érkezett meg a skóciai Loch Ewe-be. A flottát német tengeralattjárók támadták, és a harminc hajóból kettőt elsüllyesztettek.
1942. november 23-án, élfél után 56 perccel az U–625 két torpedót lőtt ki a konvojtól leszakadó Goolistanra Bjørnøya és a Spitzbergák között. Az egyik torpedó eltalálta a fűrészárut és cellulózt szállító brit gőzöst, és a hajó kigyulladt. A legénység megkezdte a teherszállító elhagyását. Negyed kettőkor a búvárhajó újabb torpedót lőtt a hajóra, amely a híd alatt csapódott be. A Goolistan fél óra múlva elmerült. A németek kikérdezték a túlélőket, akik azt mondták, hogy a kapitány a hajón maradt. Az 52 fős legénység eltűnt a tengeren.
Ugyanezen a napon, reggel fél nyolckor az U–601 három torpedót lőtt ki a konvoj mögött haladó Kuznyec Leszov szovjet teherhajóra, amely káliumsót szállított. Az egyik torpedó a hajó első részébe csapódott, és a teherszállító négy perc alatt elsüllyedt. A teljes, 41 fős legénység meghalt.

### Kereskedelmi hajók
| A hajó neve          | Nemzetisége        | Vízkiszorítása (brt) |
| -------------------- | ------------------ | -------------------- |
| André Marty          | Szovjetunió        | 2352                 |
| Belomorkanal         | Szovjetunió        | 2900                 |
| Charles R. McCormick | Egyesült Államok   | 6027                 |
| Copeland             | Egyesült Királyság | 1526                 |
| Dan-Y-Bryn           | Egyesült Királyság | 5117                 |
| Empire Baffin        | Egyesült Királyság | 6978                 |
| Empire Morn          | Egyesült Királyság | 7092                 |
| Empire Snow          | Egyesült Királyság | 6327                 |
| Empire Tristam       | Egyesült Királyság | 7167                 |
| Esek Hopkins         | Egyesült Államok   | 7191                 |
| Exford               | Egyesült Államok   | 4969                 |
| Friedrich Engels     | Szovjetunió        | 3972                 |
| Goolistan*           | Egyesült Királyság | 5851                 |
| Hollywood            | Egyesült Államok   | 5498                 |
| Komilesz             | Szovjetunió        | 3962                 |
| Kuznyec Leszov**     | Szovjetunió        | 3974                 |
| Lafayette            | Egyesült Államok   | 6978                 |
| Meanticut            | Egyesült Államok   | 6061                 |
| Nathaniel Greene     | Egyesült Államok   | 7177                 |
| Ocean Faith          | Egyesült Királyság | 7173                 |
| Patrick Henry        | Egyesült Államok   | 7191                 |
| Petrovszkij          | Szovjetunió        | 3771                 |
| Sahale               | Egyesült Államok   | 5028                 |
| Schoharie            | Egyesült Államok   | 4971                 |
| St. Olaf             | Egyesült Államok   | 7191                 |
| Tbiliszi             | Szovjetunió        | 7169                 |
| Temple Arch          | Egyesült Királyság | 5138                 |
| Virginia Dare        | Egyesült Államok   | 7176                 |
| White Clover         | Panama             | 5462                 |
| William Moultrie     | Egyesült Államok   | 7177                 |

* Elsüllyesztette az U–625

** Elsüllyesztette az U–601

### Kísérő hajók
| A hajó neve      | Nemzetisége        | Típus                     |
| ---------------- | ------------------ | ------------------------- |
| Baku             | Szovjetunió        | Romboló                   |
| HMS Bergamot     | Egyesült Királyság | Korvett                   |
| HMS Bluebell     | Egyesült Királyság | Korvett                   |
| HMS Britomart    | Egyesült Királyság | Aknaszedő                 |
| HMS Bryony       | Egyesült Királyság | Korvett                   |
| HMS Camellia     | Egyesült Királyság | Korvett                   |
| HMS Echo         | Egyesült Királyság | Romboló                   |
| HMS Faulknor     | Egyesült Királyság | Romboló                   |
| HMS Forester     | Egyesült Királyság | Romboló                   |
| HMS Halcyon      | Egyesült Királyság | Aknaszedő                 |
| HMS Hazard       | Egyesült Királyság | Aknaszedő                 |
| HMS Icarus       | Egyesült Királyság | Romboló                   |
| HMS Impulsive    | Egyesült Királyság | Romboló                   |
| HMS Intrepid     | Egyesült Királyság | Romboló                   |
| Junon            | Franciaország      | Tengeralattjáró           |
| HMS Ledbury      | Egyesült Királyság | Romboló                   |
| HMS London       | Egyesült Királyság | Cirkáló                   |
| HMS Middleton    | Egyesült Királyság | Felfegyverzett halászhajó |
| HMS Musketeer    | Egyesült Királyság | Romboló                   |
| HMS Oakley       | Egyesült Királyság | Kísérő romboló            |
| HMS Obdurate     | Egyesült Királyság | Romboló                   |
| HMS Onslaught    | Egyesült Királyság | Romboló                   |
| HMS Orwell       | Egyesült Királyság | Romboló                   |
| HMS P 216        | Egyesült Királyság | Tengeralattjáró           |
| HMS 312          | Egyesült Királyság | Tengeralattjáró           |
| HMS Salamander   | Egyesült Királyság | Aknaszedő                 |
| HMS Sharpshooter | Egyesült Királyság | Aknaszedő                 |
| Szokrusityelnij  | Szovjetunió        | Romboló                   |
| HMS Suffolk      | Egyesült Királyság | Nehézcirkáló              |
| HMS Ulster Queen | Egyesült Királyság | Légelhárító-hajó          |
| Uredd            | Norvégia           | Tengeralattjáró           |